# Larissa Behrendt
Larissa Yasmin Behrendt (Cooma, 1969) é uma acadêmica jurídica australiana, escritora, cineasta e defensora dos direitos indígenas. Desde 2022 é professora de direito e diretora de pesquisa e programas acadêmicos no Jumbunna Institute for Indigenous Education and Research na Universidade de Tecnologia de Sydney, e ocupa a cadeira inaugural de Indigenous Research na UTS.

## Primeiros anos e educação
Behrendt nasceu em Cooma, Nova Gales do Sul, em 1969, de descendência Eualeyai / Kamillaroi  por parte de pai. Sua mãe, que não era indígena, trabalhava na inteligência militar, enquanto seu pai era controlador de tráfego aéreo e posteriormente acadêmico de Estudos Aborígines. Estabeleceu o Aboriginal Research and Resource Center na Universidade de Nova Gales do Sul, Sydney em 1988, na época em que Behrendt começou a estudar lá.
Depois de frequentar a Kirrawee High School, Behrendt concluiu o bacharelado em Direito na Universidade de Nova Gales do Sul em 1992. No mesmo ano, foi admitida pela Suprema Corte de New South Wales para exercer a advocacia. Depois de trabalhar em direito de família e assistência jurídica, viajou com uma bolsa de estudos para os Estados Unidos, onde concluiu o mestrado em Direito na Harvard Law School em 1994 e o doutorado em Ciências Jurídicas pela mesma instituição em 1998. Behrendt foi a primeira indígena australiana a se formar na Harvard Law School.
Também obteve um Diploma de Pós-Graduação em Roteiro (2012) e um Diploma de Pós-Graduação em Documentário (2013) na Australian Film, Television and Radio School (AFTRS), e é graduada pelo Australian Institute of Company Directors (2013).

## Carreira

### Jurídica e acadêmica
Depois de se formar na Harvard Law School em meados da década de 1990, Behrendt trabalhou no Canadá por um ano com várias organizações das Primeiras Nações. Em 1999, trabalhou com a Assembleia das Primeiras Nações no desenvolvimento de uma política de igualdade de gênero e representou a Assembleia nas Nações Unidas. No mesmo ano, fez um estudo para o povo Slavey comparando o desenvolvimento de títulos nativos na Austrália, Canadá e Nova Zelândia.
Behrendt voltou para a Austrália para se tornar uma pesquisadora de pós-doutorado na Universidade Nacional da Austrália, mudando-se para a Universidade de Tecnologia de Sydney (UTS) em 2000. Em 2000, foi admitida pela Suprema Corte do Território da Capital Australiana para exercer a advocacia. Behrendt é um republicano, opondo-se à instituição da monarquia na Austrália.
Behrendt esteve envolvida em vários casos de teste pro bono envolvendo tratamento adverso de povos aborígines no sistema de justiça criminal, inclusive aparecendo como advogado júnior no caso Campbell v Director of Public Prosecutions da Suprema Corte de NSW [2008]. Trabalhou dentro do sistema prisional de NSW entre 2003 e 2012 em seu papel como presidente alternativa do Serious Offenders Review Council. Também ocupou cargos judiciais no Tribunal de Decisões Administrativas (Divisão de Igualdade de Oportunidades) e como Comissária de Terras no Tribunal de Terras e Meio Ambiente.

###### Profissão atual
Desde março de 2022 é professora de direito e diretora de pesquisa e programas acadêmicos Instituto Jumbunna de Educação e Pesquisa Indígena na Universidade de Tecnologia de Sydney, e detém a cadeira inaugural em Pesquisa Indígena, uma posição de liderança que aconselha o Vice-Chanceler (Pesquisa) sobre estratégia indígena. Também é membro da Academia de Ciências Sociais da Austrália e membro da Fundação da Academia Australiana de Direito.

### Outros trabalhos

#### Na educação e na comunidade
Behrendt tem sido ativa em questões relacionadas à educação indígena, incluindo a alfabetização. Em 2002, foi a corecebedora do primeiro Prêmio Nacional de Ensino Neville Bonner. Atuou no conselho do Tranby Aboriginal College em Glebe, Sydney e foi embaixadora do Gawura Campus (uma escola primária indígena) da St Andrew's Cathedral School desde pelo menos 2012. Foi a fundadora da Sydney Story Factory em 2012, que estabeleceu um programa de alfabetização em Redfern.
Em abril de 2011, Behrendt foi nomeado para presidir a Revisão de Acesso e Resultados ao Ensino Superior para Povos Aborígines e Ilhéus do Estreito de Torres para o Governo da Austrália. A Revisão, encarregada de fornecer um roteiro para a educação universitária indígena, entregou seu relatório em setembro de 2012 e recebeu uma resposta amplamente positiva por sua ênfase em metas de paridade alcançáveis e a realocação de recursos existentes para apoiar resultados significativos, como "promover uma ' classe profissional' dos indígenas diplomados". Ao divulgar o relatório em 14 de setembro de 2012, o senador Chris Evans, Ministro da Educação Terciária, aceitou todas as suas recomendações.
De 2009 a 2012, ela co-presidiu o Painel Consultivo de Aborígines e Ilhas do Estreito de Torres da cidade de Sydney.

#### Na arte visual
Behrendt desempenhou um papel ativo na criação e apoio a organizações e iniciativas artísticas e é uma defensora consistente do aumento do financiamento para as artes. Foi a presidente inaugural da National Indigenous Television (NITV), a primeira rede de televisão aberta na Austrália dedicada à programação indígena, de 2006 a 2009.
Em 2008, foi nomeada para o conselho do Bangarra Dance Theatre e foi presidente de 2010 a 20 de 2014. Foi nomeada para o conselho de Museums and Galleries NSW em 2012, uma função que continua Desde 2020.
Behrendt faz parte do conselho do Festival de Escritores de Sydney desde 2015, do conselho do Museu de Arte Contemporânea da Austrália, presidindo seu Painel Consultivo Indígena (2007–2012).
Foi membro do conselho do Australian Major Performing Arts Group (AMPAG) de 2013 a 2014, foi jurada de não-ficção no New South Wales Premier's Literary Awards (2013–2014) e foi membro do Australia Council for the Arts Major Painel de Artes Cênicas desde 2015.

#### Na literatura
Behrendt escreveu extensivamente sobre questões jurídicas e de justiça social indígena. Seus livros incluem Aboriginal Dispute Resolution (1995) e Achieving Social Justice (2003). Em 2005, foi co-autora do livro Treaty.
Behrendt também escreveu três obras de ficção, incluindo um romance, Home, que ganhou o Prêmio Queensland Premier's Literary, o Prêmio David Unaipon em 2002 e o Commonwealth Writers Prize de Melhor Primeiro Romance no Sudeste Asiático/Sul região do Pacífico em 2005. Seu segundo romance, Legacy, ganhou o Prêmio Victorian Premier's Literary for Prize for Indigenous Writing (2010). Seu terceiro romance, After Story, foi publicado em 2021.
Em 2012, Behrendt publicou Indigenous Australia For Dummies.

#### Na produção de obras
Behrendt escreveu, dirigiu e/ou produziu uma série de documentários desde 2013, incluindo Innocence Betrayed (2013, escritora) In My Blood It Runs (2019, produtora) e Maralinga Tjarutja (2020, escritor), este último sobre os britânicos testes nucleares em Maralinga, no sul da Austrália. Foi consultora indígena para a minissérie de documentários de TV Australia: The Story of Us em 2015, Why do you think you are? (2018–2019) e outros projetos.
Em 2016, Behrendt (como diretora)  e Michaela Perske (produtora) receberam o financiamento no documentário de longa-metra indígena pelo Festival de Cinema de Adelaide em conjunto com Screen Australia e KOJO para trabalhar em seu projeto de documentário de longa-metragem, After the Apology, e em 9 de outubro de 2017, a AFF realizou a estreia mundial do filme resultante. O filme analisa o aumento da remoção de crianças indígenas nos anos seguintes à Apologia de Kevin Rudd aos povos indígenas da Austrália. Ganhou o prêmio de Melhor Direção de Documentário do Australian Directors Guild em 2018 e foi indicado em três categorias no AACTA Awards 2018, incluindo Melhor Direção em Televisão de Não Ficção.
Behrendt dirigiu Maralinga Tjarutja, um documentário para a televisão de maio de 2020 feito pela Blackfella Films para a ABC Television, que conta a história do povo de Maralinga, Austrália Meridional, desde os testes nucleares britânicos da década de 1950 em Maralinga. Foi transmitido deliberadamente na mesma época que a série dramática Operation Buffalo, para dar voz aos indígenas da região e mostrar como isso atrapalhou suas vidas. Screenhub deu 4,5 estrelas, chamando-o de "excelente documentário". O filme mostra a resiliência do povo Maralinga Tjarutja, e como continuaram a lutar por seus direitos de cuidar da terra contaminada.
Em 2020, Behrendt trabalhou como roteirista da 2.ª temporada de Total Control (série de TV), e como roteirista/diretor de um documentário intitulado The Fight Together.
Em 2021, Behrendt lançou o documentário Araatika: Rise Up! .

#### Na rádio
Behrendt apresenta o programa de rádio Speaking Out, cobrindo "política, artes e cultura de uma variedade de perspectivas indígenas". Desde março de 2022 participa das transmissões da ABC Radio National todas as sextas-feiras às 12h (meio-dia) e na ABC Local Radio aos domingos às 21h.

## Prêmios e honrarias
- Em 1993, Behrendt foi a vencedora da bolsa de estudos da Fundação Lionel Murphy.[46]
- Em 2002, foi a co-recebedora do primeiro Prêmio Nacional de Ensino Neville Bonner.[12]
- 2002 David Unaipon Award no Queensland Premier's Literary Awards por sua obra de ficção Home.[3]
- Em 2004, ela ganhou o prêmio de destaque na literatura em 2004 Deadlys.[47]
- 2005 Commonwealth Writers' Prize – Melhor primeiro romance (Ásia/Pacífico).[3]
- Em 2009, Behrendt foi nomeada Pessoa do Ano do National NAIDOC.[48]
- Em 2011, foi nomeada a australiana do ano em NSW.[49]
- Prêmio Indígena AW Myer do AFTRS de 2012.[36][37]
- Prêmio Australian Directors Guild de 2018 de Melhor Direção de Longa-Metragem de Documentário por After the Apology.[3]
- Nas honras do Dia da Austrália de 2020, Behrendt foi nomeada oficial da Divisão Geral da Ordem da Austrália (AO), por seu "serviço distinto à educação e pesquisa indígenas, à lei e às artes visuais e cênicas".[50]
- No Human Rights Awards 2021 (Austrália), ela ganhou a medalha de Direitos Humanos.[51]

## Vida pessoal
Behrendt casou-se com o artista norte-americano Kris Faller em 1997 enquanto estudava em Harvard. Separaram-se amigavelmente em 2001 e depois se divorciaram.
Teve um relacionamento de longo prazo com Geoff Scott, um burocrata indígena sênior, ex-CEO da Aboriginal and Torres Strait Islander Commission e atual CEO do NSW Aboriginal Land Council.
Em 2009, Behrendt iniciou um relacionamento com Michael Lavarch, ex-procurador-geral da Austrália; casaram em 2011.

## Obras publicadas

### Romances
- Home (em inglês). St Lucia, Qld: University of Queensland Press. 2004
- Legacy (em inglês), University of Queensland Press, St Lucia, QLD, 2009, ISBN 9780702237331
- After Story (em inglês), University of Queensland Press, St Lucia, QLD, 2021, ISBN 9780702263316

### Contos
- The Space Between Us, em Behrendt et al., 10 short stories you must read in 2011 (em inglês), Conselho de Artes da Austrália, Austrália, 2011, ISBN 9780733628481, Capítulo 3: pp. 47–67

### Ficção infantil
- Crossroads (em inglês), Oxford University Press, South Melbourne, VIC, 2011, ISBN 9780195572483

### Não-ficção
- Aboriginal Dispute Resolution: A step towards self-determination and community autonomy (em inglês), Federation Press, Leichhardt, NSW 1995,ISBN 1862871787[55]
- Achieving social justice: indigenous rights and Australia's future (em inglês), Federation Press, Annandale, NSW, 2003,ISBN 1862874506
- Resolving Indigenous Disputes: Land conflict and beyond (em inglês), em coautoria com Loretta Kelly, Federation Press, Leichhardt, NSW, 2008,ISBN 9781862877078
- «Breaking the silences in the Constitution». Memento (em inglês). 39: 11–12. 2010
- Indigenous Australia for Dummies (em inglês), John Wiley & Sons, Milton, QLD, 2012,ISBN 9781742169637
- Rabbit-proof Fence (em inglês), Currency Press, Sydney, NSW, 2012,ISBN 9780868199108
- Finding Eliza: Power and colonial storytelling (em inglês), University of Queensland Press, St Lucia, QLD, 2016,ISBN 9780702253904

## Tempestade de tweets de 2011 entreEatok x Bolt
Os comentários feitos por Behrendt no Twitter que pareciam depreciar o Membro do Território do Norte da Assembleia Legislativa, Ministro do Território e ancião aborígine Bess Price causaram polêmica, apesar da insistência contínua de Behrendt de que o tweet foi tirado do contexto. Ela afirma que não se referia a Price, mas ao teor amargo de um debate no programa de televisão Q+A. Behrendt respondeu a um comentário no Twitter que expressava indignação com o apoio de Price à intervenção no Território do Norte, escrevendo "Assisti a um programa em que um cara fez sexo com um cavalo e tenho certeza de que foi menos ofensivo do que Bess Price", referindo-se a Série de TV Deadwood. Behrendt pediu desculpas publicamente e em particular a Price, que não aceitou formalmente seu pedido de desculpas. Behrendt disse que o comentário descartável a tornou um alvo para uma campanha de assassinato de caráter, com vários comentaristas concordando, principalmente Robert Manne. The Australian publicou 15 histórias sobre Behrendt duas semanas após o tweet.
A depreciação de Behrendt foi posteriormente caracterizada como uma resposta coordenada a um processo judicial no qual ela e outros oito estavam envolvidos simultaneamente contra a News Corp, conhecido como Eatock v Bolt. O colunista do Herald Sun, Andrew Bolt, usou o nome de Behrendt em dois artigos sobre o povo aborígine "político". Bolt afirmou que Behrendt e outros aborígines de pele clara alegaram ser aborígines para avançar em suas carreiras. A Justiça Federal decidiu que os artigos eram inflamatórios, ofensivos e infringiam a Racial Discrimination Act.